# Le cose che contano (singolo)
Le cose che contano è il primo ed unico singolo estratto dal primo EP di Dente, Le cose che contano, pubblicato nel 2008.

## Il video
Il video, diretto da Angelo Camba, è interamente girato dal punto di vista di una persona che, uscita da un portone, cammina per strada. La telecamera, seguendo il testo della canzone, inquadra il numero pronunciato in quel momento da Dente. I numeri vengono rappresentati in questo modo:
- 1, nella prima pagina di un giornale intitolato Le cose che contano
- 2, due adesivi su una macchina di passaggio
- 3, gesto delle tre dita fatto da un ragazzo ubriaco
- 4, adesivo su uno dei due sacchi di due ragazze che giocano alla corsa nei sacchi
- 5, scritto per terra all'interno di un percorso per la campana
- 6, cartone afferrato da una donna
- 7, numero civico
- 8, numero civico
- 9, cartellone che recita la frase della canzone 9 giorni che te ne sei andata
- 10, numero della maglia di calcio di un passante

Il video, prodotto da FakieFilmz e Jestrai Records, è stato finalista al PIVI (Premio Italiano Videoclip Indipendente) 2008 come Miglior video e Miglior soggetto.

## Tracce
Testi e musiche di Dente.
1. Le cose che contano – 3:20

## Formazione
- Dente - voce, chitarra
- Roberto Dell'Era - basso
- Enrico Gabrielli - tastiere, fiati
- Enzo Cimino - batteria, percussioni
- Valerio Canè - theremin